# Miguel Nazarit
Miguel Ángel Nazarit Mina (Cali, Valle del Cauca, Colombia; 20 de mayo de 1997) es un futbolista colombiano que juega como defensa central y  actualmente se encuentra en el FC Inter Turku de la Veikkausliiga de Finlandia.

## Trayectoria

### Once Caldas
Debuta con Once Caldas en el año 2017 disputando la mitad de los partidos de la liga de aquel año y la Copa Águila.

### Nashville
En el año 2020 es confirmado como nuevo refuerzo del Nashville de la Major League Soccer.

### Regreso a Once Caldas
Rescinde contrato con el Nashville SC después de haber tenido una mala temporada y vuelve al Once Caldas.

### Independiente Santa Fe
Llega a Independiente Santa Fe en el 2021 es tenido en cuenta para el transcurso del Torneo Apertura 2021.

### Deportivo Cali
Tras quedar libre con el Once Caldas y haber disputado 47 partidos y anotando 1 gol, el Deportivo Cali se fijó en el y se interesó en hacerse con sus servicios. El 22 de enero del 2022 es oficial su contratación por el Deportivo Cali tras haber superado los exámenes médicos, firmando contrato por seis meses.
El 1 de agosto del 2022 el conjunto azucarero llegó un acuerdo con el jugador para finalizar su contrato para así quedar libre.

### Inter Turkku
A inicios de septiembre del 2022 el club finlandés Football Club International Turku lo fichó por un año llegando como agente libre.

## Estadísticas
| Club                       | Div              | Temporada | Liga  | Liga  | Copa Nacional | Copa Nacional | Copa Internacional | Copa Internacional | Total | Total | Prom. · |
| Club                       | Div              | Temporada | Part. | Goles | Part.         | Goles         | Part.              | Goles              | Part. | Goles | Prom. · |
| -------------------------- | ---------------- | --------- | ----- | ----- | ------------- | ------------- | ------------------ | ------------------ | ----- | ----- | ------- |
| Once Caldas · Colombia     | 1.ª              | 2017      | 9     | 1     | 5             | 0             | -                  | -                  | 14    | 1     | 0,10    |
| 2018                       | 1.ª              | 17        | 0     | 0     | 0             | -             | -                  | 17                 | 0     | 0,00  |         |
| 2019                       | 1.ª              | 13        | 0     | 3     | 0             | 0             | 0                  | 16                 | 0     | 0,00  |         |
| Total                      | Total            | 39        | 1     | 8     | 0             | 0             | 0                  | 47                 | 1     | 0,02  |         |
| Nashville Estados Unidos   | 1.ª              | 2020      | 0     | 0     | -             | -             | -                  | -                  | 0     | 0     | 0,00    |
| Total                      | Total            | 0         | 0     | 0     | 0             | 0             | 0                  | 0                  | 0     | 0,00  |         |
| Santa Fe · Colombia        | 1.ª              | 2021      | 0     | 0     | 0             | 0             | 0                  | 0                  | 0     | 0     | 0,00    |
| Total                      | Total            | 0         | 0     | 0     | 0             | 0             | 0                  | 0                  | 0     | 0,00  |         |
| FC Inter Turku · Finlandia | 1.ª              | 2022      | 5     | 0     | 1             | 0             | 0                  | 0                  | 6     | 0     | 0,00    |
| Total                      | Total            | 5         | 0     | 1     | 0             | 0             | 0                  | 6                  | 0     | 0,00  |         |
| Total en carrera           | Total en carrera | 44        | 1     | 9     | 0             | 0             | 0                  | 53                 | 1     | 0,02  |         |